# Trypanisma prudens
Trypanisma prudens is een vlinder uit de familie van de tastermotten (Gelechiidae). De wetenschappelijke naam van de soort is voor het eerst geldig gepubliceerd in 1860 door Brackenridge Clemens.